# Лора Караджова
Лора Караджова е българска певица.

## Биография и творчество
Родена в София. Дъщеря е на Мариана Караджова и вокалиста на Сигнал Данчо Караджов. Тя става популярна през 2000 г., когато Васил Николов а.к.а. Теслата я открива и започва да работи с нея и да я продуцира. Певицата дебютира на професионалната сцена с парчето „Кажи си gsm-a“, което е дебют и за хип-хоп изпълнителя Pikasso, с който тя участва в него. Тракът е издаден в компилацията „Рап атака 2“. След успешният дебют Васко Теслата я приобщава към групата Ball Face, по който проект той работи от години с GoodSlav. В края на 2001 г. излиза дебютният албум на Ball Face „Е така“ с участието на Лора. Тавата е реализирана в студиото на Васко, който е автор и на музиката на повечето песни. Като най-хитови от този период се открояват парчетата „Нека бъде лято“ и „Гушкай ме“.
След успеха с Ball Face Лора взима участие и в съвместни проекти с Ъпсурт – „Пунта“ и „Стига фира“. По-късно продължава работата си с Ъпсурт и участва в националното им турне. Участва и в култовото им парче „Звездата“. Лора записва песен и с Arlet for Art – „Never stop“. През 2007 г. Лора пуска на музикалния пазар първото си самостоятелно парче – „Моя собствена игра“. Дебютният ѝ самостоятелен албум излиза през 2009 г. и се казва „Недей да спиш“. Той включва 12 песни, сред които „Мисля за теб“, „Моя собствена игра“, „Сляп ден“. В албума са дуетите на Лора с Goodslav – „Нека бъде лято“, „К'во си мислим“ и „Гушкай ме“.
През 2010 г. Goodslav и Лора записват нова версия на парчето „Нека бъде лято (remix 2010)“. Осем години по-късно песента става отново хит и се завърта по всички радиостанции и телевизии в България.
През 2012 г. Лора и рапърът Кристо записват песента „Оставам тук“. Следва дует със 100 кила – „Цяла нощ“. Заедно с Криско записва „Министърът на веселието“ и „Bye bye“.
През 2021 г. участва в третия сезон на „Маскираният певец“ в ролята на Перлата.

## Дискография

### Албуми
- с Ball Face – Е така (2001)
- Недей да спиш (2009)

### Други песни

#### Самостоятелни
- Моя собствена игра (2007)
- Недей да спиш (2009)
- Bye, bye (2014)
- Спуснати завеси (2014)
- Една на милион (2016)
- С мен или да (2017)
- Виждам те (2018)

#### Дуетни
- К'во си мислим (2009)
- Нека бъде лято (2010)
- Цяла нощ (2012)
- Оставам тук (2012)
- Министърът на веселието (2013)
- Повече от всичко (2013)
- No Mercy (2015)
- Усещам още (2015)